# Quận Harlan, Kentucky
Quận Harlan là một quận thuộc tiểu bang Kentucky, Hoa Kỳ.
Quận này được đặt tên theo. Theo điều tra dân số của Cục điều tra dân số Hoa Kỳ năm 2000, quận có dân số người. Quận lỵ đóng ở.

## Địa lý
Theo Cục điều tra dân số Hoa Kỳ, quận có diện tích km2, trong đó có km2 là diện tích mặt nước.

## Thông tin nhân khẩu
Theo điều tra dân [5] năm 2000, quận này đã có dân số 33.202 người, 13.291 hộ gia đình, và 9.449 gia đình sống trong quận hạt. Mật độ dân số là 71 trên một dặm vuông (27 / km2). Có 15.017 đơn vị nhà ở mật độ trung bình của 32 trên một dặm vuông (12 / km2). Về cơ cấu chủng tộc, quận này có tỷ lệ dân như sau: 95,56% người da trắng, 2,62% người Mỹ gốc Phi, 0,48% người Mỹ bản xứ, 0,29% châu Á, Thái Bình Dương 0,02%, 0,08% từ các chủng tộc khác, và 0,95% từ hai hoặc nhiều chủng tộc. 0,65% dân số gốc Tây Ban Nha hay châu Mỹ La Tinh đã được chủng tộc nào.
Có 13.291 hộ, trong đó 32,20% có trẻ em dưới 18 tuổi sống chung với họ, 54,30% là đôi vợ chồng sống với nhau, 13,20% có nữ hộ và không có chồng, và 28,90% là không lập gia đình. 27,00% hộ gia đình đã được tạo ra từ các cá nhân và 12,60% có người sống một mình 65 tuổi hoặc lớn tuổi hơn. Cỡ hộ trung bình là 2,47 và cỡ gia đình trung bình là 3,00.
Sự phân bố tuổi là 25,00% dưới độ tuổi 18,% 8,50 18-24, 27,50% 25-44, 25,20% từ 45 đến 64, và 13,90% từ 65 tuổi trở lên người. Độ tuổi trung bình là 38 năm. Đối với mỗi 100 nữ có 91,80 nam giới. Đối với mỗi 100 nữ 18 tuổi trở lên, đã có 87,80 nam giới.
Thu nhập trung bình cho một hộ gia đình trong quận đã được USD 18.665, và thu nhập trung bình cho một gia đình là USD 23.536. Phái nam có thu nhập trung bình USD 29.148 so với 19.288 USD của phái nữ. Thu nhập bình quân đầu người của dân cư quận này là 11.585 USD. Có 29,10% gia đình và 32,50% dân số sống dưới mức nghèo khổ, bao gồm 40,10% những người dưới 18 tuổi và 21,00% của những người 65 tuổi hoặc hơn. Trong lịch sử đầu Harlan County của một số lượng lớn người Mỹ bản địa của di sản hỗn hợp, hoặc Melungeons thường được gọi là, giải quyết khu vực. Nhóm như Shawnee Ridgetop được tổ chức là con cháu của những người thổ dân định cư đầu tiên của Mỹ.